# Baron Thwing

Wappen der Barone Thwing

Baron Thwing (auch Thweng) war ein erblicher britischer Adelstitel in der Peerage of England.
Familiensitz der Barone war Kilton Castle in North Yorkshire.

## Verleihung
Der Titel wurde am 22. Februar 1307 für Sir Marmaduke de Thwing aus der Familie Thwing geschaffen, indem dieser von König Eduard I. per Writ of Summons ins englische Parlament einberufen wurde.
Beim Tod seines jüngesten Sohnes, des 4. Barons, am 28. Mai 1374 fiel der Titel in Abeyance zwischen dessen Schwestern Katherine Daubeney und Lucy de Lumley. Die Abeyance dauert bis heute an.

## Liste der Barone Thwing (1307)
- Marmaduke de Thwing, 1. Baron Thwing († 1323)
- William de Thwing, 2. Baron Thwing († 1341)
- Robert de Thwing, 3. Baron Thwing († 1344)
- Thomas de Thwing, 4. Baron Thwing († 1374) (Titel abeyant 1374)